# Dźwięk wielokanałowy
Dźwięk wielokanałowy, dźwięk dookolny, dźwięk przestrzenny (ang. surround sound) – technika będąca rozwinięciem stereofonii, pozwalająca na utrwalanie i odtwarzanie co najmniej trzech kanałów dźwięku. Zastosowanie dodatkowych kanałów i odpowiadających im głośników po bokach i z tyłu słuchacza pozwala na zwiększenie poczucia otoczenia dźwiękiem.
Większość nagrań wielokanałowych jest tworzona na potrzeby filmów i gier wideo. Dźwięk wielokanałowy jest wykorzystywany w salach kinowych, systemach kina domowego i konsolach do gier. W przypadku filmów może być odtwarzany z kaset wideo, płyt DVD lub transmitowany poprzez telewizję wysokiej rozdzielczości. Dźwięk wielokanałowy bywa też stosowany przy nagraniach muzyki, dając nowe możliwości artystycznej ekspresji. Nagrania muzyczne są rejestrowane w konkurujących formatach DVD-Audio (DVD-A) i Super Audio CD (SACD), a także MP3 Surround. Niektóre systemy audio-wideo zawierają cyfrowe procesory akustyczne, pozwalające symulować dźwięk dookolny na podstawie materiału stereo.
Pierwsze udokumentowane wykorzystanie dźwięku wielokanałowego miało miejsce w roku 1940 podczas projekcji animowanego filmu Disneya – Fantazja. Stworzony na tę okazję system Fantasound składał się z trzech ścieżek dźwiękowych, które były rozprzestrzeniane w sali za pomocą 54 głośników.

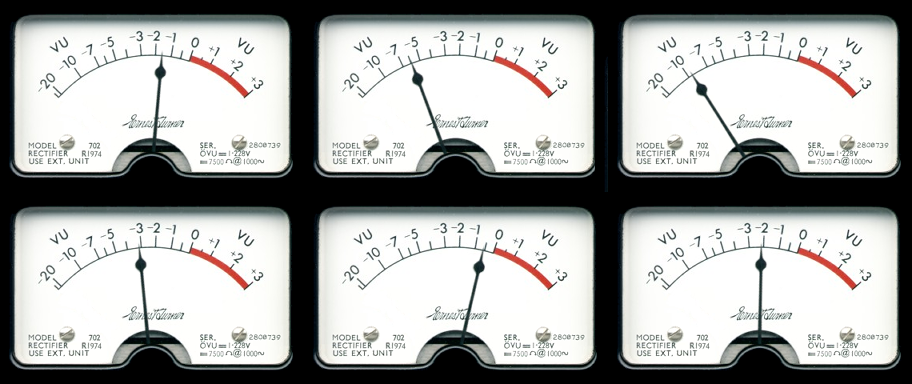
System dźwięku wielokanałowego umożliwia całkowitą separację kanałów

## Systemy dźwięku wielokanałowego

### 5.1

Ustawienie głośników w systemie 5.1

System składa się z pięciu kanałów pełnopasmowych (przednie: lewy, prawy i centralny, oraz tylne: lewy i prawy) oraz kanału subwoofera. Jest najczęściej stosowany w filmach DVD i nagraniach muzycznych na płytach DVD Audio. W formacie Dolby Digital występuje 6 całkowicie odseparowanych od siebie kanałów. W formacie DTS sygnał kanału niskotonowego jest powiązany z kanałem centralnym. Dolby Digital jak i DTS są systemami całkowicie cyfrowymi. Ich odbiór wymaga zastosowania dekodera AC3 5.1. Wszystkie odtwarzacze DVD są kompatybilne z systemem Dolby Digital, ale nie wszystkie dekodują go bezstratnie (tanie odtwarzacze DVD przekształcają sygnał 5.1 do 2.0.).

### 6.1

Ustawienie głośników w systemie 6.1

To rozwinięcie systemu 5.1 o kanał tylny (rear). System 6.1 w swojej najbardziej rozwiniętej wersji (jak np. DTS-ES) dostarcza sześciu kanałów pełnopasmowych (20 Hz – 20 kHz) oraz jednego niskoczęstotliwościowego. Poszczególne kanały to:
- Dwa kanały przednie (lewy i prawy) – L i R
- Kanał centralny – C
- Dwa kanały dookolne – (lewy dookolny i prawy dookolny) – Ls i Rs
- Jeden kanał tylny – Bs
- Jeden kanał niskoczęstotliwościowy – LFE

System 6.1 wymaga zastosowania co najmniej 7 głośników. Ustawienie głośników przenoszących poszczególne kanały w przemyśle kinowym jest zestandaryzowane, natomiast brak standardu w kontekście muzyki.
Jednym z formatów tego systemu w przemyśle kinowym jest Dolby Pro Logic IIx.

### 7.1

Ustawienie głośników w systemie 7.1

Jest rozwinięciem systemu 6.1 o drugi kanał tylny (rear) i wywodzi się z Dolby Digital EX.
Poszczególne kanały to:
- Dwa kanały przednie (lewy i prawy) – L i R
- Kanał centralny – C
- Dwa kanały dookolne – (lewy dookolny i prawy dookolny) – Ls i Rs
- Dwa kanały tylne (lewy i prawy) – Lb i Rb
- Jeden kanał niskoczęstotliwościowy – LFE

System 7.1 wymaga zastosowania co najmniej 8 głośników. Ustawienie głośników przenoszących poszczególne kanały w przemyśle kinowym jest zestandaryzowane.

### 9.1
Jest rozwinięciem systemu 7.1 o trzeci wymiar dodając dwa kanały górne-przód i w 5.1 dodanie do wszystkich bocznych głośników tak zwanych teatralnych.
Poszczególne kanały to:
- Dwa kanały przednie (lewy i prawy) – L i R
- Dwa kanały przednie-górne (lewy i prawy) – LH i RH
- Kanał centralny – C
- Dwa kanały dookolne – (lewy dookolny i prawy dookolny) – Ls i Rs
- Dwa kanały tylne (lewy i prawy) – Lb i Rb
- Jeden kanał niskoczęstotliwościowy – LFE

System 9.1 wymaga zastosowania co najmniej 10 głośników.